# Gladys Hulette
Gladys Hulette est une actrice et scénariste américaine née le 21 juillet 1896 à Arcade, État de New York (États-Unis), morte le 8 août 1991 à Montebello (Californie).

## Filmographie

### Comme actrice

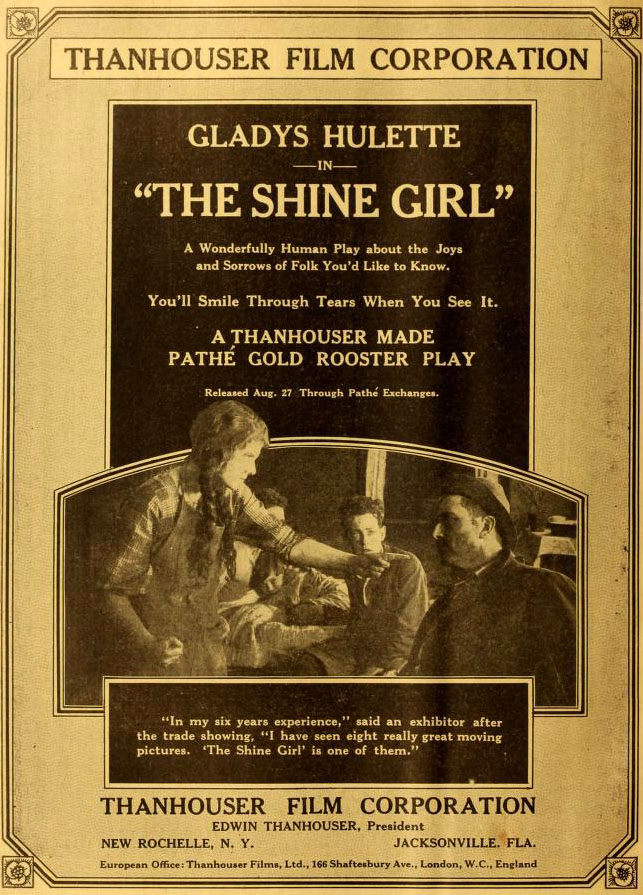
The Shine Girl (1916)

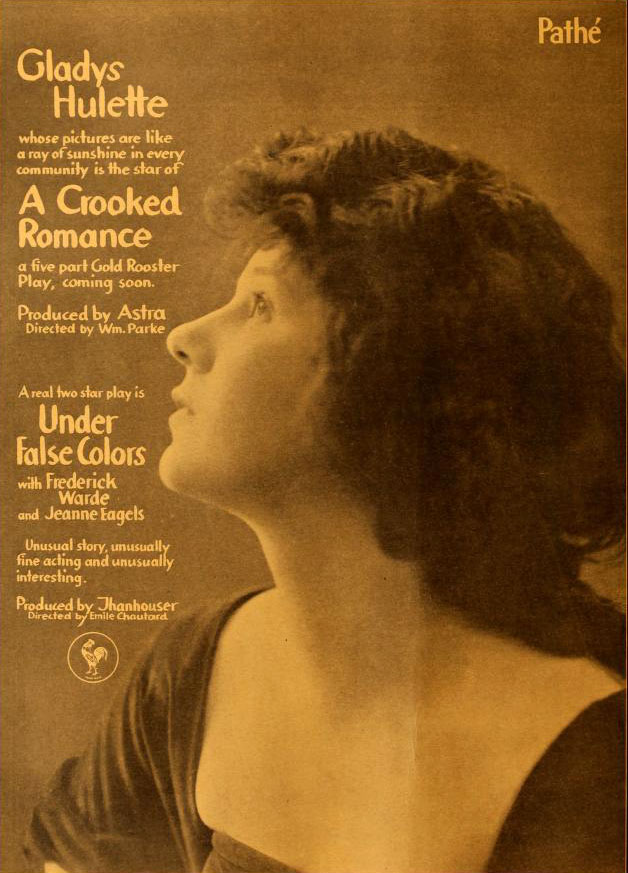
A Crooked Romance (1917)

- 1908 : Romeo and Juliet (en)
- 1909 : Princess Nicotine or The Smoke Fairy : The Elder Fairy
- 1909 : Hiawatha : Hiawatha
- 1909 : A Midsummer Night's Dream : Puck
- 1911 : Father's Dress Suit
- 1911 : The Star Spangled Banner
- 1911 : Lorna Doone
- 1911 : The Price of a Man
- 1911 : The Winds of Fate
- 1911 : Pull for the Shore, Sailor!
- 1911 : Stage-Struck Lizzie
- 1911 : Papa's Sweetheart
- 1912 : The Guilty Party
- 1912 : The Bank President's Son : The Secretary
- 1912 : A Romance of the Ice Fields
- 1912 : Jim's Wife
- 1912 : Martin Chuzzlewit
- 1912 : The Passer-By
- 1912 : How the Boys Fought the Indians
- 1912 : The Librarian
- 1912 : The Harbinger of Peace
- 1912 : Jack et le Haricot magique (Jack and the Beanstalk)
- 1913 : Her Royal Highness
- 1913 : The Treasure of Captain Kidd
- 1913 : Bobbie's Long Trousers
- 1913 : The Younger Generation
- 1913 : The Embarrassment of Riches
- 1913 : Why Girls Leave Home
- 1913 : Bill's Career as Butler
- 1913 : Silas Marner
- 1913 : A Hornet's Nest
- 1913 : A Royal Romance
- 1913 : Falling in Love with Inez
- 1914 : The Janitor's Flirtation
- 1914 : How Bobby Called Her Bluff
- 1914 : The Active Life of Dolly of the Dailies
- 1914 : An American King
- 1914 : The Adventure of the Extra Baby
- 1914 : Courting Betty's Beau
- 1914 : With the Eyes of Love
- 1914 : The Double Shadow
- 1914 : On the Heights
- 1914 : The Adventure of the Missing Legacy
- 1914 : A Foolish Agreement
- 1914 : The Two Doctors
- 1914 : A Deal in Statuary
- 1914 : A Canine Rival
- 1914 : The Stuff That Dreams Are Made Of
- 1914 : A Village Scandal (en)
- 1914 : An Absent-Minded Cupid (it)
- 1914 : A Summer Resort Idyll
- 1914 : The Poisoned Bit
- 1914 : A Transplanted Prairie Flower
- 1914 : George Washington Jones
- 1914 : Getting to the Ball Game
- 1914 : A Millinery Mix-Up
- 1914 : His Chorus Girl Wife
- 1914 : A Double Elopement
- 1915 : Young Mrs. Winthrop
- 1915 : Tracked by the Hounds
- 1915 : Joey and His Trombone
- 1915 : A Thorn Among Roses
- 1915 : The Mission of Mr. Foo
- 1915 : Won Through Merit
- 1915 : Out of the Ruins
- 1915 : Count Macaroni
- 1915 : The Wrong Woman
- 1915 : The Working of a Miracle
- 1915 : The Corporal's Daughter
- 1915 : Eugene Aram : Eleanor Lester
- 1915 : The King of the Wire
- 1915 : A Sprig of Shamrock
- 1915 : What Happened on the Barbuda
- 1915 : His Majesty, the King
- 1915 : Ambition
- 1916 : In the Name of the Law (en) d'Emory Johnson
- 1916 : What Doris Did
- 1916 : The Flight of the Duchess : The Earl's ward
- 1916 : The Traffic Cop : His sweetheart
- 1916 : The Girl from Chicago
- 1916 : When She Played Broadway
- 1916 : Other People's Money : The girl
- 1916 : The Shine Girl : The shine girl
- 1916 : Prudence, the Pirate : Prudence
- 1917 : Her New York : Phoebe Lester
- 1917 : Pots-and-Pans Peggy : Peggie McGraw
- 1917 : The Candy Girl : Nell
- 1917 : The Cigarette Girl : The cigarette girl
- 1917 : The Last of the Carnabys : Lucy Carnaby
- 1917 : The Streets of Illusion : Beam
- 1917 : Miss Nobody : Roma
- 1917 : A Crooked Romance : Mary Flynn
- 1917 : Over the Hill : Esther
- 1918 : Annexing Bill : Enid Barwell
- 1918 : Mrs. Slacker : Susie Simpkins
- 1918 : For Sale : Dorothy Daniels
- 1918 : Désillusion (Waifs) : Marjorie Whitney
- 1920 : High Speed : Edith Rhoades
- 1920 : The Silent Barrier : Etta Stampa
- 1921 : David l'endurant (Tol'able David) de Henry King : Esther Hatburn
- 1922 : Fair Lady : Myra Nell Drew
- 1922 : The Referee : Janie Roberts
- 1922 : Secrets of Paris : Mayflower
- 1922 : How Women Love : Natalie Nevins
- 1923 : As a Man Lives : Nadia Meredith
- 1923 : Enemies of Women : Vittoria
- 1923 : Whispering Palms
- 1923 : Hoodman Blind : Nancy Yeulette / Jessie Walton
- 1924 : The Night Message : Elsie Lefferts
- 1924 : Le Cheval de fer (The Iron Horse) de John Ford : Ruby
- 1924 : The Family Secret : Margaret Selfridge
- 1924 : The Slanderers : Gladys Gray
- 1924 : Le Luron de l'Huron  (The Ridin' Kid from Powder River) : 'Miss'
- 1925 : On the Threshold : Rosemary Masters
- 1925 : Private Affairs : Agnes Bomar
- 1925 : Go Straight : Gilda Hart
- 1925 : Lena Rivers : Lena Rivers
- 1925 : The Thoroughbred : Mitzi Callahan
- 1925 : La Sorcière (The Mystic) : Doris Merrick
- 1925 : The Pride of the Force : Mary Moore
- 1926 : The Skyrocket : Lucia Morgan
- 1926 : The Warning Signal
- 1926 : Unknown Treasures : Mary Hamilton
- 1926 : Jack O'Hearts
- 1926 : Be Your Age : The Widow's Secretary
- 1926 : The Night Owl : Mary Jackson
- 1927 : Combat : Risa Bartlett
- 1927 : A Bowery Cinderella : Nora Denahy
- 1928 : Faithless Lover : Mary Callender
- 1928 : Making the Varsity : Estelle Carter
- 1928 : Life's Crossroads : The Lady
- 1933 : Her Resale Value
- 1934 : The Girl from Missouri : Paige's Secretary
- 1934 : One Hour Late : Gertrude